# 南斜里車站
南斜里車站（日语：／ Minami-shari eki */?）曾是一由北海道旅客鐵道（JR北海道）所經營的鐵路車站，位於日本北海道斜里郡斜里町境內，車站編號為B70。是原釧網本線沿線的一個無人車站，因使用人數過少，於2021年3月13日遭廢站。廢站前隸屬JR北海道釧路支社管轄範圍，由知床斜里車站管理。
因為車站設於斜里南方，因此命名為南斜里。
在車站廢站前，JR北日本於2019年曾與斜里町討論廢站事宜，希望町役所支付每年約200萬日圓作為管理費以保留本站。最終斜里町同意廢站。

## 車站結構
本站設備相當簡單，並無站房，只是在路軌旁設置一座以混凝土板及鋼架所搭建、長度約50米的簡易式側式月台一座，列車不能在此交會。月台上僅有供司機員觀察用的鏡子。

## 歷史
- 1962年10月1日：以國有鐵道車站的身份開始營業客運業務。
- 1987年4月1日：國鐵分割民營化後，由JR北海道繼承。
- 2021年3月13日：因使用人數過低而廢站[3][4][5]。

## 相鄰車站
北海道旅客鐵道（JR北海道）
■釧網本線
快速「知床」
通過
普通（除2班上行列車外通過此站）
中斜里（B71）－南斜里（B70）－清里町（B69）

## 外部連結
- （日語）JR北海道 – 南斜里車站（页面存档备份，存于）
- （日語）全驛參觀之旅 （页面存档备份，存于）